# Кушнир, Иван Михайлович
Ива́н Миха́йлович Кушни́р (род. 9 мая 1983, Сосновый Бор, Ленинградская область) — российский музыкант и театральный композитор.

## Биография
Обучался у профессора Санкт-Петербургской консерватории Игоря Рогалёва и у композитора Сергея Евтушенко.
С 2005 по 2011 годы сотрудничал с компанией La Toison d`Art (Франция).
По заказу фонда Людвига Нобеля написал несколько симфонических произведений. Участвовал в концерте-посвящении Леонарду Бернстайну, проходившему в театре Шатле (Париж), в Фестивале музыки в городе Тулон (Франция).
С 2007 по 2012 год сотрудничал с Театром поколений, создал музыкальное оформление к шести спектаклям.
Выступал вместе с Максимом Диденко, Владимиром Варнавой и компанией в хип-хоп-проекте «Добрые Люди Злые Песни».
В 2016 году выпустил альбом с музыкой к балету «Шинель».
На постоянной основе сотрудничает с режиссёрами Артёмом Томиловым и Максимом Диденко.
Соавтор музыки для фильма «Папа, сдохни» (2018).

## Работа в театре
Является композитором в спектаклях:
- 2011 — «Кот в сапогах» (Липецкий драматический театр им. Л. Н. Толстого, реж. Артём Томилов);
- 2012 — «Дачники. Будущее без прошлого» по пьесе М. Горького «Дачники» (Театр поколений имени Зиновия Корогодского);
- 2012 — «Лёнька Пантелеев. Мюзикл» (ТЮЗ имени А. А. Брянцева, реж. Максим Диденко);
- 2013 — «Шинель. Балет» по повести Н. Гоголя (площадка «Скороход» (СПб), реж. Максим Диденко);
- 2013 — «Золушка. Рождественская пантомима» (Большой Санкт-Петербургский государственный цирк на Фонтанке, худ. рук. Слава Полунин);
- 2013 — «Ревизор. Экология жизни» по пьесе Н. Гоголя (Тамбовский государственный театр кукол, реж. Артём Томилов);
- 2014 — «Флейта-позвоночник» по поэме В. Маяковского (Санкт-Петербургский театр имени Ленсовета, реж. Максим Диденко);
- 2014 — «День как песня» (Верфь исторического судостроения «Полтава», реж. Артём Томилов);
- 2014 — «Конармия» по рассказам И. Бабеля (Школа-студия МХАТ, курс Дмитрия Брусникина; реж. Максим Диденко);
- 2015 — «Зомби-зомби-зомби» (ДК имени Горького, реж. Николай Дрейден);
- 2015 — «Земля» по кинопоэме А. Довженко (Новая сцена Александринского театра; реж. Максим Диденко);
- 2015 — «Хармс. Мыр» (Гоголь-центр, реж. Максим Диденко);
- 2015 — «Идиот» по роману Ф. Достоевского (Театр наций, реж. Максим Диденко);
- 2015 — «Молодая гвардия» по роману А. Фадеева (Санкт-Петербургский театр «Мастерская», реж. Максим Диденко);
- 2016 — «Я здесь» (Театр Старый дом, реж. Максим Диденко);
- 2016 — «Пастернак. Сестра — моя жизнь» (Гоголь-центр, реж. Максим Диденко);
- 2016 — «Черный русский» по мотивам романа А. Пушкина «Дубровский» (реж. Максим Диденко);
- 2016 — «Чапаев и Пустота» по роману В. Пелевина (Театр «Практика», Мастерская Брусникина, реж. Максим Диденко);
- 2016 — «Путями Каина. Трагедия материальной культуры» по поэме М. Волошина (Архангельский областной молодёжный театр, реж. Максим Диденко);
- 2017 — «Цирк» по мотивам фильма Г. Александрова (Театр наций, реж. Максим Диденко);
- 2017 — «Чайковский» по киносценарию Ю. Арабова (Театр имени Ермоловой, реж. Александр Созонов);
- 2017 — VR-проект «Клетка с попугаями» (реж. Максим Диденко);
- 2017 — «#Операнищих» (Театр сатиры, реж. Андрей Прикотенко);
- 2018 — «Беги, Алиса, беги» (Театр на Таганке, реж. Максим Диденко);
- 2018 — «Гроза» по пьесе А. Островского (Чехов-центр, реж. Александр Созонов);
- 2018 — «Русская матрица» (Санкт-Петербургский театр имени Ленсовета, реж. Андрей Прикотенко);
- 2018 — «Сон у купальскую ноч» (Национальный академический театр имени Янки Купалы, реж. Андрей Прикотенко);
- 2018 — «Атавизм» (Такой театр, реж. Сергей Азеев);
- 2019 — «Черная курица и невидимый сад» (Новосибирский академический молодёжный театр «Глобус», реж. Александр Созонов);
- 2019 — «Шёлк» (Театр «Мюзик-Холл», реж. Лев Рахлин);
- 2020 — «Снегурочка» по пьесе-сказке А. Островского (Театр на Таганке, реж. Денис Азаров)
- 2020 — AR-проект «Убегающая Аталата» (реж. Максим Диденко);
- 2021 — «Левша» по повести Н. Лескова (Театр наций, реж. Максим Диденко)
- 2021 — «Мёртвые души» по роману Н. Гоголя (Театр Романа Виктюка, реж. Денис Азаров)
- 2022 — «Люблинский штукарь» (театр «ВелесО», реж. Евгений Ткачук)
- 2022 — «Разговор у реки» (театр «Театр молодёжи» Владивосток, реж. Александр Созонов)
- 2023 — «САША, НЕ БОЙСЯ!» (А-театр, Санкт-Петербург, режиссер Сергей Азеев)

## Награды
Спектакли с музыкой Ивана Кушнира неоднократно выдвигались на соискание различных премий, среди которых — «Золотая маска» (2013 — «Лёнька Пантелеев. Мюзикл»; 2019 — «Беги, Алиса, беги») и «Музыкальное сердце театра» (2013 — «Лёнька Пантелеев. Мюзикл» в номинации «Лучший спектакль»).